# Ngôi sao đỏ lấp lánh
Ngôi sao đỏ lấp lánh (tiếng Trung Quốc: 閃閃的紅星, Thiểm thiểm đích hồng tinh) là một trong những bộ phim Trung Quốc hiếm hoi được thực hiện trong thời kỳ Cách mạng Văn hóa, ra mắt lần đầu năm 1974.
Truyện phim bắt nguồn từ cuốn tiểu thuyết cùng tên được viết bởi một nhà văn nổi tiếng Trung Quốc - Li Xin Tian.

## Nội dung
Bộ phim nói về Ban Đồng Tử, một bạn nhỏ và là con trai của một sĩ quan Quân Giải phóng Nhân dân Trung Quốc. Khi người cha được lệnh lên đường, ông để lại cho Đồng Tử một ngôi sao đỏ để làm vật chứng. Khi cha cậu đi rồi, một địa chủ trong vùng là Hồ Hán Sơn quay trở về làng của Đồng Tử để trả thù những người nông dân đã đuổi hắn đi. Mẹ của Đồng Tử đã bị thiêu chết tại nhà trong vụ trả thù đó.
Thù hận vì cái chết của mẹ, Đồng Tử đã gia nhập quân du kích, chiến đấu và cuối cùng giết được tên địa chủ đó. Khi người cha trở về, Đồng Tử gia nhập Hồng quân và là chiến sĩ trẻ tuổi nhất chiến đấu chống phát xít Nhật trong cuộc Chiến tranh Trung-Nhật lần thứ hai.

## Diễn viên
- Zhu Xinyan
- Gao Baocheng
- Liu Jiang
- Li Xuchong